# 津南醸造
津南醸造（つなんじょうぞう、英文名称:TSUNAN BREWERY CO.,LTD.）は、新潟県中魚沼郡津南町秋成に本社を置く酒蔵。酒米「五百万石」を生産している地元農家や津南町、JAなどが出資して1996年（平成8年）に創業した。国内でも有数の豪雪地帯に位置し、標高2,000m級の山々に降り積もる雪を水源とする天然の湧水を仕込み水に酒づくりを行う。

## ブランド
「Brew for Future〜共生する未来を醸造する〜」
酒蔵として重要なのは 優先順位を間違えないこと 酒造りのために環境があるのではなく 環境のもとで酒造りができている 100年後の未来も地域の環境と酒造りの営みが共生することを目的にいろいろな可能性を醸成する津南醸造であり続ける。
ロゴマーク
ロゴマークのお米は、豊富な雪解け水がもたらす清らかな湧水と源流水により育った津南のお米をイメージしたもの。ロゴマークの波線は、新潟県津南町のシンボルである日本最大級の河岸段丘と、そこを流れる信濃川およびその支流をイメージしたもの。自然環境や営みと共存しながら、それら大地の恵みを組み合わせた酒造りを行う。
主な活動
- 苗場山麓ジオカード

小学生が作成したコラボカードを配布。
- 馬耕酒「田人馬」

日本の原風景や伝統文化の保持に貢献。
- 吟醸フレーバーオイスタ

うみの株式会社などと共同開発し、酒粕を粉末状にしたものを生きた牡蠣に取り込ませることで、酒粕の風味と健康増進能を持った牡蠣を生産。酒粕の廃棄ロス0に貢献。
- ライスレジン

米（非食用）由来の国産バイオマスプラスチック。食用に適さない古米、米菓メーカーなどで発生する破砕米など、 飼料としても処理されず、廃棄されてしまう米を使用。酒蔵の店頭販売、イベントにて使用。

## 沿革
旧大潟町にあった藤縄酒造を小松原醸造として地域住民を中心に買い入れる形で創業。農業の6次産業化を目指し、酒米「五百万石」を生産する農家、JA津南町や津南町の計310の団体や個人が共同出資し、藤縄酒造の酒造権を取得して稼働した。
- 1953年（昭和28年） - 創業（藤縄酒造）
- 1996年（平成8年） - 1月 会社設立（小松原醸造）
- 1997年（平成9年） - 2月 製造開始
- 2004年（平成16年） - 小松原醸造株式会社から津南醸造株式会社へ商号変更
- 2011年（平成23年） - 11月7日、越路商事株式会社 代表取締役 古澤有三が取締役に就任[3]
- 2018年（平成30年） - 東京都目黒区にあるミシュラン星付きレストランRestaurant L'asseを経営し、中里村（現十日町市）出身の村山太一が取締役就任
- 2019年（平成31年） -2019年9月期決算は、最終損益が967万円の赤字、累積損失は約2億6700万円に上った。資本金を約3億700万円から約3900万円に減資し、累損解消を決定。

併せて、第三者割当増資する。約1500万円をバイオスタートアップ企業、ユーグレナの創業メンバーで、執行役員の鈴木健吾氏が個人で引き受ける。FARM8との業務提携契約を締結。取締役に株式会社FARM8の樺沢敦が参画。
- 2020年（令和2年） - 12月、樺沢敦が代表取締役就任。代表取締役を退いた古澤有三は執行役員に変更。
- 2023年（令和5年） - 12月、鈴木健吾(ユーグレナ執行役員CTO)が代表取締役社長に就任。樺沢敦は会長に。

## 銘柄

### 自社ブランド
つなん　TSUNAN
2020年12月8日発売。実質的に「霧の塔」の上級酒部門のスピンアウト。
- 純米大吟醸酒  白
- 純米吟醸酒　紅
- 吟醸酒　藍
- 純米酒　黄金

霧の塔
- 純米酒
- 本醸造酒
- 清酒

妻有郷
名水の恵
- 原酒
- 本醸造
- 清酒

雪美人
- 新潟県内限定　特別純米酒

ユキグニモノガタリ
- 吟醸酒

郷（GO）
2020年3月12日発売。2011年3月12日に起きた新潟・長野県境地震からの復興の象徴としてのメッセージが込められている。
- 郷（GO） GRAND CLASS：International SAKE Challenge 2021純米大吟醸の部銅賞受賞
- 郷（GO） DINER
- 郷（GO） DOLCE：ロンドン酒チャレンジ2020にて金賞を受賞
- 郷（GO)　VINTAGE：全国熱燗コンテスト2021にて特殊ぬる燗部門金賞を受賞
- 郷（GO） DAYS
- 郷（GO） STANDARD
- 郷（GO） VINO：International SAKE Challenge 2021純米酒の部銅賞受賞

GO POCKET
2020年12月11日発売。アウトドア利用に特化したパウチ入りの日本酒

### タイアップ商品
- 田人馬：2020年4月から三馬力社（新潟県中魚沼郡津南町）と開始した馬耕による日本酒造りプロジェクト。「田人馬（白）」が「IWC（インターナショナル・ワイン・チャレンジ）」2021SAKE部門にて銀賞を受賞。
- 「郷（GO）シリーズ」×「ぽんしゅグリア」特別セット：2020年7月発売

## 関連人物・会社

### 関連人物
- 樺沢敦（会長）

1979年、新潟県長岡市生まれ。中京大学卒業後、名古屋で就職。2004年中越地震で故郷の被災をきっかけに新潟県長岡市にUターン。新潟県内のコンピュータ会社での技術営業を経て、マーケティングコンサルタントとして活動。業務で子育て支援事業に関わる中でNPOの課題に直面したのを機に軸足をNPO支援と地域づくり活動の場に移し、コーディネーターとして活動。2015年、地域資源活用をテーマに株式会社FARM8を設立。地域資源を次世代のライフスタイルを結ぶ活動を推進。酒蔵や生産農家、食品加工などの相談にのりながら、地域資源の新しいマーケットを創造し続けている。株式会社FARM8 代表取締役、株式会社FERMENT8 取締役を兼任。
- 滝沢昌也（杜氏）

1973年、新潟県津南町生まれ。津南高校卒業後、十日町市で就職。小松原醸造（現津南醸造）が設立されたことを契機に、県内の酒蔵で研修後、1996年に入社。先代杜氏の箕輪弘之のもとで酒造りを修得。2002年に先代が引退する直前には、杜氏の右腕的存在である頭に代わり、杜氏のすぐ下で働く。先代の引退後、杜氏に昇格。以来、若い酒蔵ながら数々の賞を受賞 。
- 古澤有三（元代表）

1949年、新潟県十日町市生まれ。群馬の卸問屋を経て、結婚を機に実家のある新潟県十日町市にUターン。1975年に夫婦二人三脚で越路商事の事業を開始。1997年から中国や韓国の展示会にも参加するようになり、輸入酒類の卸免許、続けて海外への輸出免許も取得し、海外との貿易をスタートさせる。その後イタリア、スペイン、台湾、イギリス、オーストラリア、シンガポールなど、海外取引を拡大。2011年に津南醸造の代表取締役を兼任。2018年に越路商事を売却、津南醸造の社長に専念。2020年12月、現津南醸造会長の樺沢敦に事業を継承。
- 駐日セネガル共和国大使 ゴルギ・シス
- ラッセ オーナーシェフ 村山太一

- 鈴木健吾(社長)

株式会社ユーグレナ 執行役員研究開発担当 
1979年生まれ。2005年東京大学大学院農学生命科学研究科修士課程在学中に株式会社ユーグレナの設立に携わり、共同創業者の一人として研究開発の責任者を担当して現在に至る。微細藻類の一種であるユーグレナの大量培養に関連した技術開発を中心に手掛ける。2016年、博士（農学）学位取得。2019年、博士（医学）学位取得。2019年、津南醸造の第三者割当増資1,500万円を個人で引き受ける。
理化学研究所 微細藻類生産制御技術研究チーム チームリーダー、マレーシア工科大学 マレーシア日本国際工科院 客員教授、東北大学未来型医療創造卓越大学院プログラム特任教授（客員）を務める。
著書に『ミドリムシ博士の超・起業思考』（日経BP）がある。
- 大地の芸術祭 作家 キキ・スミス
- 一般社団法人馬搬振興会代表理事  三馬力社 代表 岩間敬
- 居酒屋ぼったくり著者 秋川滝見
- 津南町議会議員 吉野徹

### 関連会社
- JA津南町
- 越路商事株式会社
- ニューグリンピア津南
- 苗場山麓ジオパーク
- うみの株式会社
- 日本粉末薬品株式会社
- 株式会社FARM8
- 株式会社三馬力社
- 株式会社良品計画
- オンキヨー株式会社

## イベント
- 津南のつながる市in無印良品直江津店、2022年4月16・17日
- にいがた酒の陣、2004年〜2019年 ※コロナの影響で2020〜2022年まで開催中止
- 新潟日本酒リーグフェスタ、2022年5月3・4日予定
- ニューグリンピア津南「酒蔵祭り」、2022年4月16日
- ONLINE JOURNEY 「TSUGoo」、2021年11月6日
- オンラインイベント　越後妻有酒まつり、2022年1月28日、2021年12月10日

## 受賞歴
- 2021年11月、International SAKE Challenge 2021

純米大吟醸の部 『郷（GO）GRAND CLASS』Bronze受賞、 純米酒の部 『郷（GO）VINO』 Bronze受賞
- 2021年11月、関東信越国税局酒類鑑評会

純米吟醸酒の部　『霧の塔』　優秀賞受賞
- 2021年8月、全国燗酒コンテスト実行委員会主催 全国熱燗コンテスト2021

特殊ぬる燗部門 金賞受賞『郷(GO) VINTAGE』
- 2021年5月、世界最大規模のワイン品評会 IWC2021 （インターナショナル・ワイン・チャレンジ）

SAKE部門　『田人馬 -白-』　銀賞受賞
- 2021年5月、令和2酒造年度全国新酒鑑評会

『霧の塔』入賞
- 2020年8月、酒ソムリエ・アソシエーション主催　2020ロンドン酒チャレンジ

純米吟醸部門　金賞受賞『郷(GO) DOLCE』
- 2018年11月、関東信越国税局酒類鑑評会

優秀賞受賞　純米吟醸酒の部
- 2017年11月、関東信越国税局酒類鑑評会

優秀賞受賞　純米吟醸酒の部
- 2017年5月、全国新酒鑑評会

金賞受賞
- 2016年11月、関東信越国税局酒類鑑評会

優秀賞受賞 （吟醸酒の部・純米酒の部 2部門）
- 2016年5月、全国新酒鑑評会

金賞受賞
- 2015年8月、酒ソムリエ・アソシエーション主催「2015ロンドン酒チャレンジ」

最高金賞受賞「吟醸酒 ユキグニ モノガタリ（4年連続受賞）」
- 2015年、越後流酒造技術選手権大会 第4位
- 2015年、IWC（インターナショナル ワインチャレンジ）

雪美人 特別純米酒　銅メダル
霧の塔 純米大吟醸　銅メダル
霧の塔 大吟醸　銅メダル
霧の塔 本醸造　銅メダル
- 2014年11月5日、第85回関東信越国税局酒類鑑評会

霧の塔（吟醸酒、純米酒）入賞
- 2014年8月、酒ソムリエ・アソシエーション主催「2014ロンドン酒チャレンジ」

最高金賞受賞「大吟醸原酒 Velvet kiss（2年連続受賞）」
最高金賞受賞「吟醸酒 ユキグニ モノガタリ（3年連続受賞）」
- 2013年11月、関東信越国税局主催 関東信越国税局酒類鑑評会

優秀賞受賞 吟醸の部「霧の塔 大吟醸」
- 2013年8月、酒ソムリエ・アソシエーション主催「2013ロンドン酒チャレンジ」

最高金賞受賞「大吟醸原酒 Velvet kiss」
最高金賞受賞「吟醸酒 ユキグニ モノガタリ（2年連続受賞）」
銀賞受賞「大吟醸酒 霧の塔 受賞酒」
銀賞受賞「純米吟醸酒 霧の塔」
- 2013年5月、全国新酒鑑評会 金賞受賞（3年連続）
- 2013年4月、越後流酒造技術選手権大会

ー新潟県知事賞 受賞 第1位
- 2012年11月、関東信越国税局主催 関東信越国税局酒類鑑評会

優秀賞受賞 純米酒の部 「 霧の塔 純米吟醸 」
- 2012年8月、酒ソムリエ・アソシエーション主催「2012ロンドン酒チャレンジ」

最高金賞受賞「吟醸酒 ユキグニ モノガタリ」
銅賞受賞 「本醸造 津南」
銀賞受賞「純米酒TSUNAN」
- 2012年5月、独立行政法人酒類総合研究所 日本酒造組合中央会共催「 全国新酒鑑評会 」

金賞受賞 「 霧の塔 大吟醸 」